# Pimachrysa nigra
Pimachrysa nigra är en insektsart som beskrevs av Adams 1967. Pimachrysa nigra ingår i släktet Pimachrysa och familjen guldögonsländor. Inga underarter finns listade i Catalogue of Life.